# Caio Cláudio Nero
Caio Cláudio Nero (em latim: Caius Claudius Nero) foi um político da gente Cláudia da República Romana eleito cônsul em 207 a.C. com Marco Lívio Salinador. Foi adotado pelo fundador da família, Tibério Cláudio Nero, filho de Ápio Cláudio Cego. Tibério Cláudio Nero, cônsul em 202 a.C., era seu primo.

## Segunda Guerra Púnica

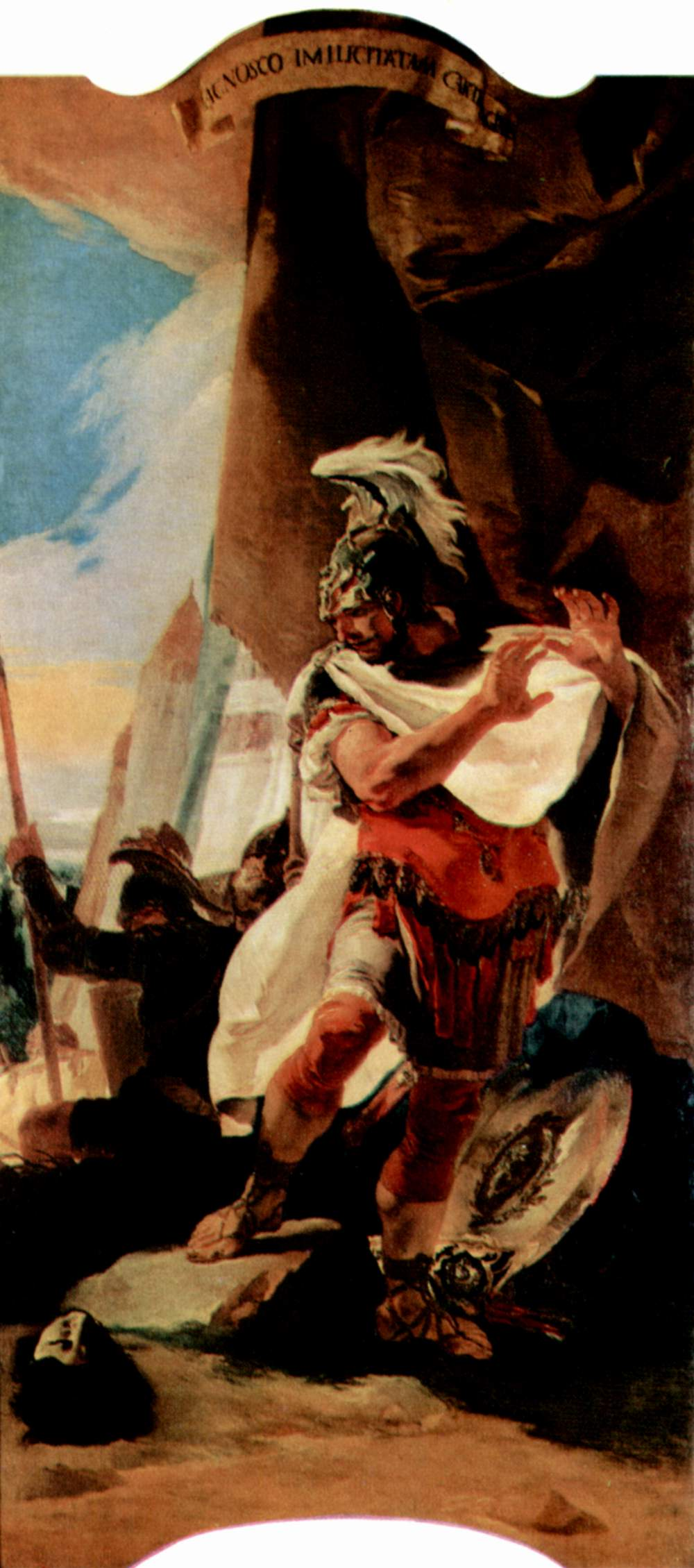
Aníbal vê a cabeça de seu irmão, Asdrúbal, lançada ao seu acampamento por Cláudio Nero, que o derrotou na Batalha do Metauro.
Entre 1728 e 1730. Por Tiepolo, no Museu de História da Arte em Viena, na Áustria.

### Primeiros anos
Em 214 a.C., durante o consulado de Fábio Máximo e Marco Cláudio Marcelo, Cláudio Nero estava no comando de uma unidade de cavalaria sob as ordens de Marcelo. Tinha ordens de atacar retaguarda do exército de Aníbal na Terceira Batalha de Nola, mas, por ter se perdido ou por não ter tido tempo de chegar, não estava presente no confronto no qual o cônsul derrotou Aníbal, o que lhe valeu uma séria reprimenda de Marcelo.
É evidente que é o mesmo Caio Cláudio Nero que foi pretor neste ano, mas, um ano depois (212 a.C.), estava em Suessula, de onde foi convocado pelos dois cônsules, Quinto Fúlvio Flaco e Ápio Cláudio Pulcro para ajudar no cerco de Cápua.

### Propretor da Hispânia
Nero foi nomeado propretor da Hispânia em 211 a.C. e seguiu para lá no mesmo ano com uma força para lutar contra Asdrúbal, o irmão de Aníbal. Desembarcou em Tarraco (moderna Tarragona), mas não conseguiu nenhum grande resultado por que Asdrúbal evitou lutar contra ele, e acabou voltando para Roma. A situação era difícil para a república naquela frente, pois os irmãos Públio e Cneu Cornélio Cipião haviam sido derrotados e mortos pelos cartagineses de Asdrúbal. O que restava das tropas romanas estava acampada ao norte do rio Ebro. Dada a terrível situação, não havia candidatos para a posição de procônsul na Hispânia até que se apresentou Cipião Africano.
Nero estava no comando, como legado de Marcelo na Batalha de Canúsio, uma sangrenta batalha contra Aníbal perto de Canúsio de resultado indecisivo. Em 208 a.C., Asdrúbal conseguiu cruzar os Alpes e entrou na península Itálica com a intenção de unir suas forças com as de seu irmão.

### Consulado (207 a.C.)
Em 207 a.C., Nero foi eleito cônsul com Marco Lívio Salinador. Ele marchou para ao sul da Itália para enfrentar Aníbal e venceu algumas escaramuças, incluindo a Batalha de Grumento, que forçaram o general cartaginês a recuar para Metaponto. Enquanto isso, Asdrúbal, que estava no norte da Itália, enviou mensageiros ao irmão, que estava sendo assediado por Nero. Eles foram capturados e o conteúdo das comunicações deu importantes pistas aos romanos sobre os planos de Asdrúbal.
Nero decidiu não se abster aos limites de seu mandato e marchou contra Asdrúbal, que pretendia encontrar-se com Aníbal na Úmbria. Ele comunicou seu plano ao Senado, que deu-lhe instruções sobre como deveria agir. Por conta disto, Nero, que estava na Apúlia, se juntou com Salinador, que veio de Arímino, em Piceno e seguiu-se uma sangrenta batalha, conhecida como Batalha do Metauro, na qual Asdrúbal foi morto e muitos cartagineses foram mortos. Ele seguiu para o sul levando a cabeça de Asdrúbal e ordenou que ela fosse atirada no acampamento de Aníbal depois de ter enviado dois prisioneiros para informar ao general cartaginês o que havia acontecido ao seu irmão e seu exército.
Nero compartilhou o triunfo com seu colega, mas, como a batalha se realizou na província de Salinador, enquanto ele viajava numa carruagem puxada por quatro cavalos seguido por seus soldados, Nero seguia a cavalo a comitiva. Esta grande batalha, que provavelmente salvou Roma de um desastre, valeu-lhe uma grande fama e consagrou seu nome na lembrança dos romanos.

### Anos finais
Em 204 a.C., foi censor, novamente com Salinador, com quem discutia frequentemente. Três anos depois, Nero foi um dos três embaixadores, com Marco Emílio Lépido e Públio Semprônio Tuditano, enviados ao rei Ptolemeu V do Egito para anunciar a derrota de Aníbal em Zama, congratulá-lo por seu apoio aos romanos e rogar por seu apoio se Roma fosse obrigada a guerrear novamente contra Filipe V da Macedônia.